# 梅克伦堡号战列舰
梅克伦堡号战列舰是德意志帝国海军所建造的五艘维特尔斯巴赫级前无畏战列舰的最后一艘。它于1900年9月开始在斯德丁的伏尔铿船厂铺设龙骨、1901年11月下水，至1903年6月完工。该舰连同姊妹舰维特尔斯巴赫号、韦廷号、策林根号和施瓦本号均是由海军上将阿尔弗雷德·冯·提尔皮茨所主导、根据1898年《德国舰队法》建造的首批主力舰。其主炮装备有四门240毫米40倍径速射炮，最高速度为18節（33每小時）。
梅克伦堡号在服役生涯的早期阶段是跟随德国活动舰队的第一战列分舰队度过的，并参加了和平时期的例行训练巡航和演习。1914年8月第一次世界大战爆发后，该舰及其姊妹舰一同被动员至第四战列分舰队。它在北海担任警戒舰以及在波罗的海对抗俄国军队期间曾参与有限度的行动。1916年1月，由于潜艇和水雷的威胁以及船员的严重短缺，帝国海军遂将其撤出现役。在余下的运用生涯中，梅克伦堡号又先后充当驻扎在基尔的监狱船和宿营船。它于1920年1月正式从海军名录中除籍，并在次年出售报废。

## 设计

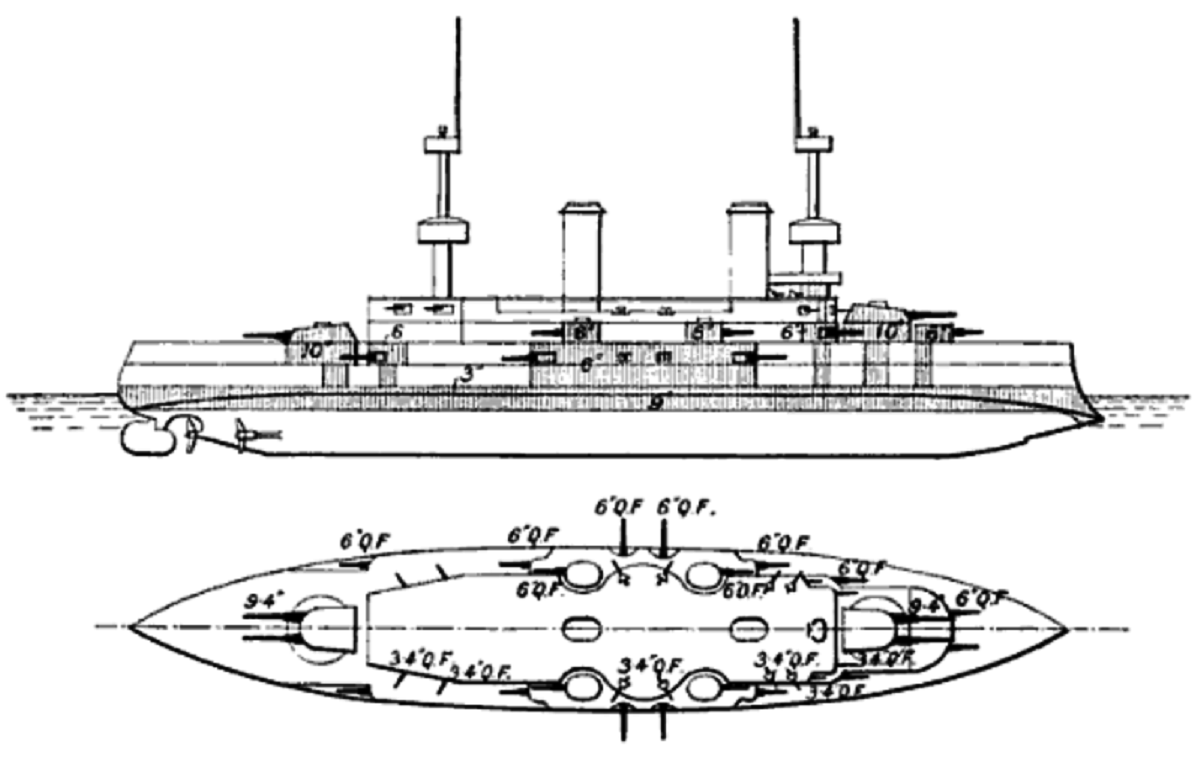
维特尔斯巴赫级线条画

在德意志帝国海军于1889年订购了四艘勃兰登堡级战列舰后，由于受到预算限制、帝国议会反对以及缺乏连贯的舰队规划影响，导致进一步购买战列舰的计划被推迟。在整个1890年代初期和中期，时任国家海军办公室国务秘书的海军中将弗里德里希·冯·霍尔曼一直在争取议会的支持，最终成功获批订购德皇腓特烈三世级的前三艘舰。1897年6月，霍尔曼的职位由海军少将阿尔弗雷德·冯·提尔皮茨接任，后者迅速拟定了第一部《舰队法》并于1898年初获得通过。这部法规确保了德皇腓特烈三世级后两艘舰、以及维特尔斯巴赫级五艘舰——即提尔皮茨任期内首个战列舰船级的建造。维特尔斯巴赫级与德皇腓特烈三世级大体相似，它们装备了同样的武器，但装甲布局更为全面。
梅克伦堡号的水线长度和全长分别为125.2米和126.8米，舷宽22.8米，有7.95米的前吃水和8.04米的后吃水。舰只设计的标准排水量为11,774吨，满载排水量可达12,798吨。其推进是通过三台三缸立式三胀蒸汽机以驱动三副螺旋桨来实现。蒸汽由六台筒形和六台水管锅炉供应，全为燃煤式。舰只的主机功率为14,000匹公制馬力（10,297千瓦特），最高速度达18節（33每小時），并能够以10節（19每小時）的速度续航5,000海里（9,300）。标准船员编制则为30名军官和650名士兵。
梅克伦堡号的主炮为四门240毫米40倍径速射炮，它们安装在分居中央舰艛一前一后的两座双联装炮塔内。副炮则包括十八门150毫米40倍径速射炮和十二门88毫米30倍径速射炮。武器套件中还有六具450毫米鱼雷发射管，均布置于舰体水上部分的旋转支架上。梅克伦堡号受到克虏伯生产的渗碳装甲保护。其装甲带在中央堡垒的厚度达到225毫米，以保护弹药舱及轮机舱，而甲板装甲的厚度为50（2.0英寸）。主炮炮塔则覆裹有250毫米厚的的装甲板。

## 服役历史
梅克伦堡号是作为新增编入舰队的单位而以合同代号“F”进行订购。其龙骨自1900年5月15日开始在斯德丁的伏尔铿船厂架设，建造编号为248。作为同级的最后一艘舰，它于1901年11月9日下水；在下水仪式上，由梅克伦堡-什未林大公腓特烈·弗朗茨四世作为梅克伦堡王朝的首领发表演说并主持为舰只命名。梅克伦堡号的舾装工作比同级的四号舰施瓦本号快得多，因此前者于1903年6月25日投运，较施瓦本号早了整整一年。该舰的总造价为22,329,000金马克。

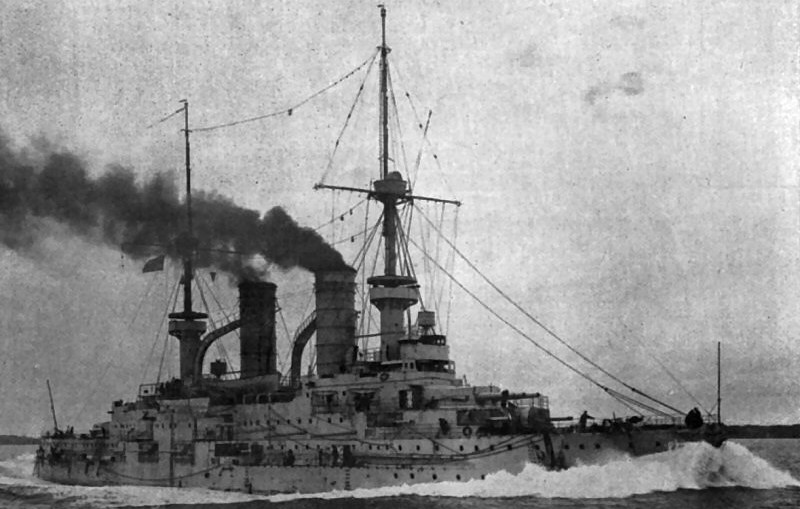
航行中的梅克伦堡号

投运后，梅克伦堡号便立即开始了海试，并一直持续至1903年12月中旬。它被编入活动舰队（Aktive Schlachtflotte，即公海舰队前身）第一战列分舰队的第二支队，与战列舰德皇卡尔大帝号和德皇威廉二世号并肩作战。试航结束后，梅克伦堡号需要进入威廉港帝国船厂的旱坞进行微调和维修，这项工作一直持续至1904年2月底。经过相关修整后，梅克伦堡号参加了单舰和分舰队的训练演习，并于6月为来访的英国国王爱德华七世举行了海上阅兵。接下来的一个月，活动舰队组织巡航前往英国、荷兰和挪威，至8月才归国。随后，梅克伦堡号参加了每年8月底至9月举行的秋季舰队演习、以及11月至12月的冬季训练巡航。
从1904年12月中旬开始，梅克伦堡号进入威廉港接受定期维护，一直持续到1905年3月初。从旱坞浮起后，梅克伦堡号与其姊妹舰维特尔斯巴赫号一同，巡航穿越斯卡格拉克海峡到达基尔。1905年3月3日，由于航道浮标的位置错误，梅克伦堡号在航行穿越大贝尔特海峡时，不慎撞上了丹麦萨姆索岛附近的暗礁，并因此受困。另一艘姊妹舰韦廷号和小巡洋舰阿里阿德涅号为此被派去协助维特尔斯巴赫号，得以共同将梅克伦堡号拖离暗礁。梅克伦堡号随后独力驶至基尔，在那里，船坞工人发现其舰底有一个大凹痕。维修工作于4月20日在威廉港的帝国船厂完成，使之能够在这年余下的时间里参加正常的例行训练巡航和演习。在此期间，英国的海峡舰队访问了系泊设备在斯维内明德的活动舰队。从1906年2月中旬到3月底，梅克伦堡号在威廉港帝国船厂进行年度检修。整个1907年的训练进程都平安无事，但在1908年4月初，梅克伦堡号舰舷侧鱼雷舱的一次重大事故几乎致其沉没。海水不断涌入舰内，只能从外部密封鱼雷发射管才能阻止；相关的维修工作一直持续到5月。
梅克伦堡号参加了1908年7月和8月前往亚速尔群岛的训练巡航。它还凭借分舰队内最精准的炮击成绩而与战列舰洛林号一同赢得“凯撒射术奖（Kaiser's Schießpreis）。12月中旬，该舰再次回到威廉港接受年度大修。1909年和1910年对梅克伦堡号而言大致波澜不惊，均是遵循了与往年相同的训练巡航和演习模式。它于1910年12月2日开始进行年度大修，至1911年3月7日恢复服役，但十分短暂。7月31日，梅克伦堡号被新的无畏舰东弗里斯兰号所取代；前者随即退役并被编入北海的预备役支队。1912年5月9日，它又被调往波罗的海预备役支队。为此，它曾临时重返现役，以便从北海转移到波罗的海，进而于8月14日至9月28日再次参加当年的舰队演习。在演习期间，它被编入第三战列分舰队作战。

### 第一次世界大战

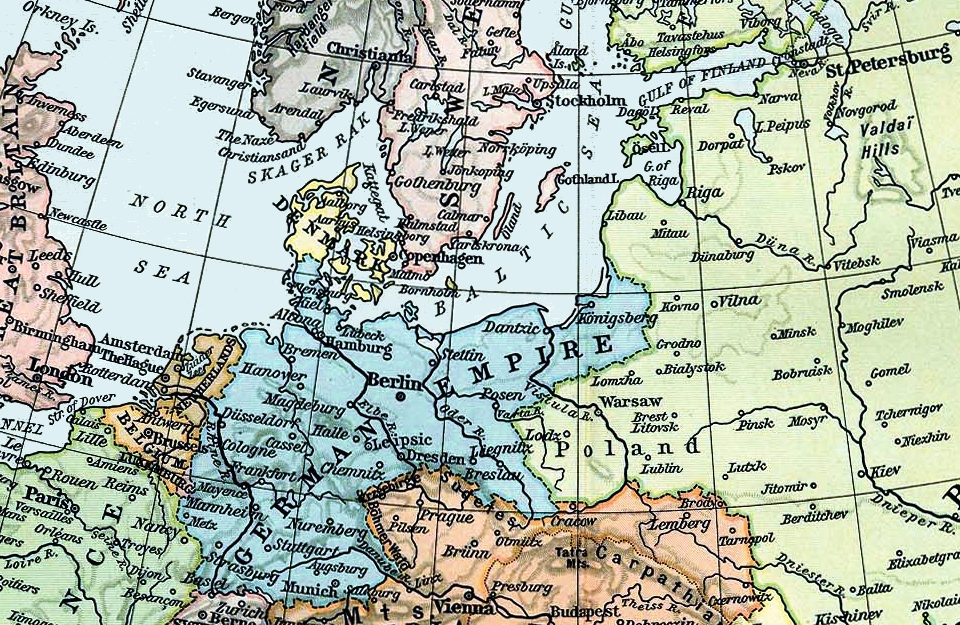
1911年的北海及波罗的海地图

1914年8月第一次世界大战爆发后，梅克伦堡号及其姊妹舰被动员至第四战列分舰队服役，受海军中将埃哈德·施密特指挥。该部队最初驻扎在北海，但9月又被临时转移至波罗的海。从9月3日开始，第四分舰队在大巡洋舰布吕歇尔号的协助下，向波罗的海东部的瑞典小丘群岛方向进行扫荡。这次行动一直持续至9月9日，却未能引诱俄国海军部队投入战斗。翌日，该分舰队又参与了在文道周边的一次佯动。从12月5日至1915年4月2日，梅克伦堡号随分舰队余部被派往北海担当警戒值勤，并驻防于易北河河口。
1915年5月，包括梅克伦堡号在内的第四分舰队受命对部署在波罗的海地区的德国陆军提供支援。梅克伦堡号及其姊妹舰当时驻扎在基尔。从5月8日至12日，它参加了对哥特兰岛和伯格礁的扫荡，以支援陆军对利鲍的进攻。梅克伦堡号及其僚舰占据了哥特兰岛外围，以拦截任何可能试图干预登陆的俄国巡洋舰；但俄国人却没有这样做。5月10日，当侵略部队进入利鲍后，英国潜艇E1号和E9号发现了第四分舰队，却因距离太远而无法实施攻击。行动结束后，梅克伦堡随分舰队余部返回易北河执行警戒任务，并一直持续到7月4日。翌日，该舰出发前往基尔，为波罗的海的一次重大行动做准备。它继续推进至但泽，于7月11日对戈茨桑岛进行了扫荡；另一次对波罗的海西部的巡逻则跟随于7月21－22日进行。8月2日，梅克伦堡号又从但泽驶往利鲍，并在那里加入了另一项于8月7－10日袭击戈茨桑岛的行动。
日益活跃的英国潜艇迫使德国人需要使用更多的驱逐舰来保护主力舰。结果，由于护航舰艇的稀缺，梅克伦堡号号及其姊妹舰没有被纳入1915年8月袭击里加湾的德国舰队。9月9－11日和21－23日，梅克伦堡号参加了两次对头礁的扫荡行动。12月17日，它在利鲍港湾的入口处搁浅，但很快被拖走，没有受到任何损害。该舰原计划取代破旧的大巡洋舰海因里希亲王号加入波罗的海的侦察部队，但此后不久，梅克伦堡号和及其姊妹舰都被撤出现役。在战争的这个阶段，德国海军正面临着严重的船员短缺，这可以通过退役旧的、效率较低的军舰来缓解。此外，到1916年，英国潜艇和俄罗斯水雷在波罗的海的威胁与日俱增，后者甚至击沉了大巡洋舰腓特烈·卡尔号，迫使德国海军将老旧的维特尔斯巴赫级舰艇撤出现役。1916年1月6日，梅克伦堡从利鲍出发前往基尔，于次日抵达。它于1月24日退役并作预备役搁置。
梅克伦堡号起初停泊在基尔，充当浮动监狱。1918年初，它又成为在基尔接受维修时的U艇船员的宿营船。该舰在第一次世界大战德国战败后被短暂保留，但根据《凡尔赛条约》的条款需要废弃，该条约限制重新组建的国家海军只能保留八艘德国级和不伦瑞克级前无畏舰，其中仅六艘可以任何给定时间内运用。因此，梅克伦堡号于1920年1月25日正式从海军名录中除籍。1921年8月16日，它以175万纸马克的价格被售予总部设于基尔的德意志造船厂，并于同年在基尔北堤（Kiel-Nordmole）拆解报废。